# Catherine Fenton Boyle
Catherine Fenton Boyle (vers 1588 - 16 février 1630) est la comtesse de Cork et l'épouse de Richard Boyle, 1er comte de Cork.

## Biographie
Catherine Fenton Boyle est née vers 1588. Elle est la seule fille du secrétaire d'État pour l'Irlande de 1580 à 1608, Sir Geoffrey Fenton et d'Alice (née Weston). Son grand-père maternel est le Dr Robert Weston, Lord Chancelier d'Irlande, et sa grand-mère est sa première épouse Alice Jenyngs. Elle a un frère, Sir William Fenton.
Le 25 juillet 1603, elle épouse Richard Boyle, 1er comte de Cork. Sa dot de 1 000 £ permet à Boyle d'acheter les propriétés de Sir Walter Raleigh dans l'est de Cork. Elle a environ 15 ans au moment du mariage et Richard a 37 ans. La différence d'âge peut avoir rendu Richard paternaliste ; il lui laisse peu de liberté même dans les affaires domestiques. Il supervise les comptes du ménage, achète et choisit les vêtements de sa femme, ne lui permet pas d'emprunter de l'argent et ne demande pas son avis sur l'éducation ou le mariage de leurs enfants. Il la décrit comme étant « la plus religieuse, vertueuse, aimante et obéissante ». La famille déménage à Youghal en 1605, où Richard achète le bail d'un ancien collège, le transformant en maison. Il achète la Chantry de notre Bienheureux Sauveur et en fait une chapelle funéraire familiale. Il est finalement enterré là-bas sans sa femme bien qu'elle soit représentée par une effigie de marbre dans la robe d'une comtesse.
Son mari achète le château de Lismore et déplace la famille là-bas. La famille partage son temps entre le château et Cork House à Dublin. Boyle meurt le 16 février 1630 à Cork House, Dublin, et est enterrée avec son père et son grand-père dans la cathédrale Saint-Patrick de Dublin. Son mari érige une tombe en marbre en leur honneur à l'extrémité supérieure du chœur, mais le nouveau seigneur adjoint, Thomas Wentworth, 1er comte de Strafford force le déplacement de la tombe sur le côté de la cathédrale. Richard ne se remarie pas et commémore l'anniversaire de sa mort en deuil chaque année. Un livre d'élégies est imprimé en son honneur, composé par les boursiers du Trinity College de Dublin intitulé Musarum Lachrymae.

## Descendance

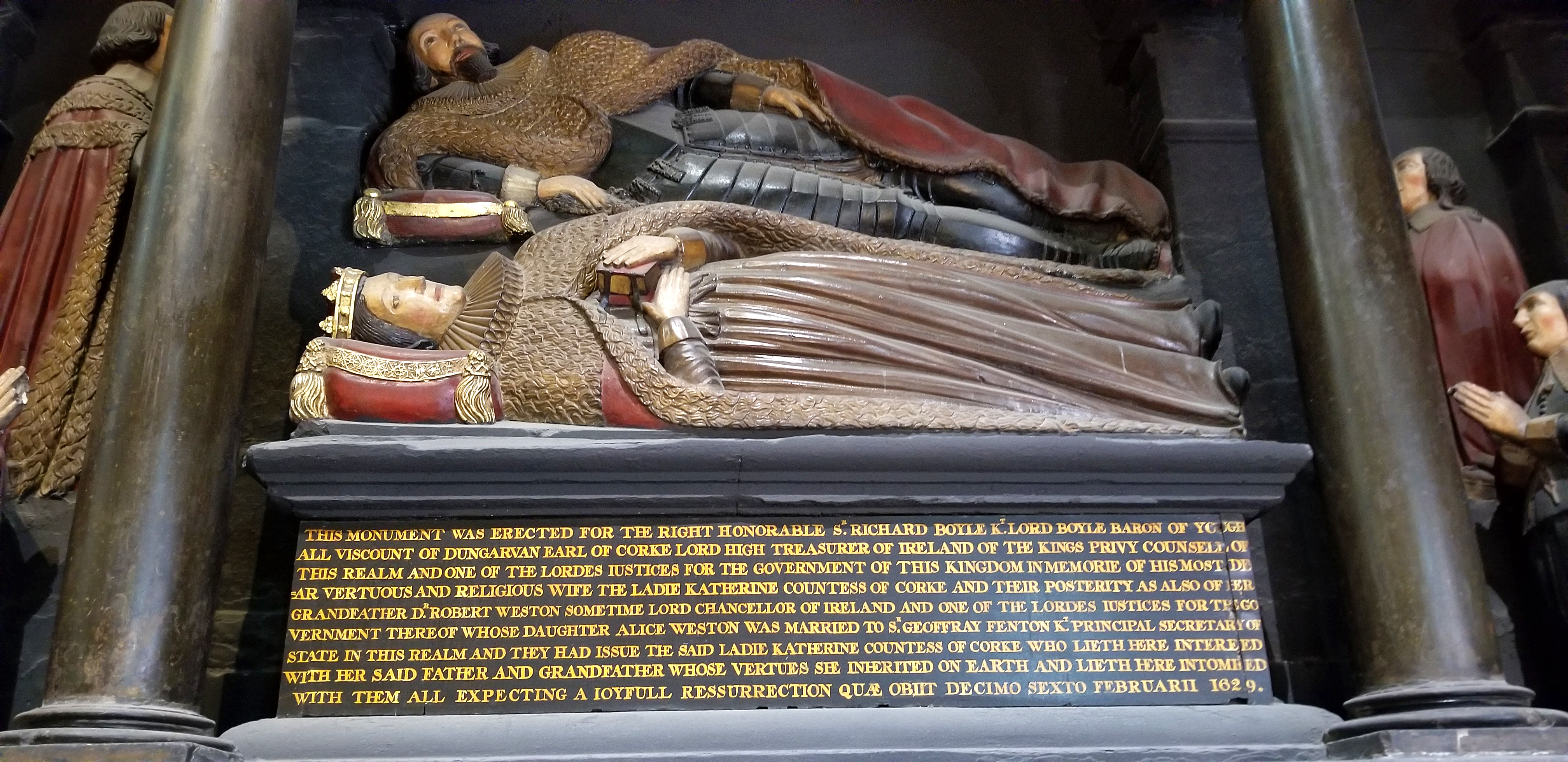
Monument Boyles dans la cathédrale Saint-Patrick

Elle a 15 enfants avec son mari, dont 12 survivent jusqu'à l'âge adulte : 
- Roger Boyle (1er août 1606, Youghal, comté de Cork, Irlande – 10 octobre 1615, Deptford, Kent, Angleterre, où il est enterré).
- Lady Alice Boyle (1607–1667), épouse David Barry, 1er comte de Barrymore, puis après sa mort, épouse John Barry, de Liscarroll, co Cork, Irlande.
- Lady Sarah Boyle (1609-1633), épouse Sir Thomas Moore, puis après sa mort épouse Robert Digby, 1er baron Digby.
- Lady Lettice Boyle (1610-1657), épouse le colonel George Goring, Lord Goring.
- Lady Joan Boyle (1611-1657), épouse George FitzGerald, 16e comte de Kildare (le « comte lutin »).
- Richard Boyle, 2e comte de Cork et 1er comte de Burlington (1612–1698), Lord High Treasurer of Ireland (1660–1695).
- Lady Katherine Boyle (1615-1691), épouse Arthur Jones, 2e vicomte Ranelagh .
- Honorable Geoffrey Boyle (1616-1617)
- Lady Dorothy Boyle (1617-1668), épouse Sir Arthur Loftus de Rathfarnham et mère d'Adam Loftus, 1er vicomte Lisburne.
- Lewis Boyle, 1er vicomte Boyle de Kinalmeaky (1619–1642), succède à son frère aîné Richard.
- Roger Boyle, 1er comte d'Orrery (1621-1679)
- Francis Boyle, 1er vicomte Shannon (1623-1699)
- Lady Mary Boyle (1625-1678), épouse Charles Rich, 4e comte de Warwick.
- Honorable Robert Boyle (1627-1691), auteur de The Skeptical Chymist ; considéré comme le père de la chimie moderne.
- Lady Margaret Boyle (1629-1637)[1],[2],[3].